# Байдес, Жозеф
Жозеф Мари Огюст Байдес (вар. Бидес, Бидез; фр. Joseph Marie Auguste Bidez; 9 апреля 1867, Фрамери, Эно — 20 сентября 1945, Остаккер) — бельгийский филолог-классик и историк-антиковед. Специалист по эллинизму и поздней античности, особенно III—IV веков н. э. Профессор Гентского университета.

## Биография
Сын врача.
Учился философии и литературе в Льежском университете, где в 1888 году получил степень доктора философии. Доктор права (1891). Учился у Германа Дильса в Берлине. В 1894 году получил свою третью докторскую степень — по классической филологии в Гентском университете, где стал преподавать со следующего года, с 1902 года экстраординарный, с 1907 года профессор.
Вместе с Анри Пиренном основатель в 1919 году Международного академического союза, его президент в 1931-33 гг.
В 1934 году президент Королевской академии Бельгии, её член с 1919 года (членкор 1913). Также состоял в других академиях наук, в частности членкором Британской академии (1937). Почётный доктор нескольких университетов, в частности Афин, Парижа, Брюсселя.
Биограф римского императора Юлиана (1930). Также ключевая работа — двухтомник в соавторстве: Бидес, Ж., Кюмон, Ф. Эллинистические маги (Bidez, J., Cumont, F. Les mages hellénisés. Paris, 1938.).
Среди его известных учеников Джордж Сартон.